# Edwin Luisi
Edwin Frederico Luisi (São Paulo, 11 de fevereiro de 1947) é um ator brasileiro.

## Biografia
Descendente de italianos, iniciou sua carreira na função de ator quando entrou na Escola de Arte Dramática, da Universidade de São Paulo. Estudou História da Arte e também o idioma francês, enquanto morava na França.
Ficou mundialmente conhecido, quando deu vida ao romântico Álvaro na novela Escrava Isaura na rede globo em 1976, atuou também em Marquesa de Santos e Dona Beija na extinta Manchete; e a minissérie Mad Maria (2005) e a novela Sinhá Moça 2006, ambas na Rede Globo. Em 1996, atuou em Colégio Brasil, no SBT. No teatro atuou em peças como À Margem da Vida, Freud e Amadeus. Em 2006, atuou em Um Marido ideal e em Triunfo Silencioso. Em 2010 está em cartaz com a comédia Tango, Bolero e Cha Cha Cha com direção de Eloy Araújo.
No cinema fez As Alegres Comadres e Aleijadinho - Paixão, Glória e Suplício (2003). Em 2007, Edwin Luisi atuou no monólogo Eu sou minha própria mulher'' e na novela Paraíso Tropical. Em 2008, fez o seriado Casos e Acasos, da Rede Globo.
Em Maio de 2010, assinou um contrato de exclusividade com a Rede Record para participar da novela Rebelde, cuja versão brasileira é escrita por Margareth Boury, com o apoio e a parceria da Televisa, e sendo baseada na criação original de Cris Morena. Sua participação nesta novela ocorreu até 2012, quando seu personagem saiu da trama. No início de 2013, assinou contrato com a Rede Globo, para participar da novela que substitui o remake de Guerra dos Sexos.

## Carreira

### Televisão
| Ano     | Título                 | Personagem                          | Nota                                        | Emissora          |
| ------- | ---------------------- | ----------------------------------- | ------------------------------------------- | ----------------- |
| 1972    | Camomila e bem-me-quer | Renato                              |                                             | Rede Tupi         |
| 1975    | Vila do Arco           | Gil                                 |                                             | Rede Tupi         |
| 1976    | Canção para Isabel     | Felipe                              |                                             | Rede Tupi         |
| 1976    | Escrava Isaura         | Álvaro                              |                                             | Rede Globo        |
| 1977    | O Astro                | Felipe Cerqueira                    |                                             | Rede Globo        |
| 1977    | Dona Xepa              | Daniel                              |                                             | Rede Globo        |
| 1978    | Pecado Rasgado         | Sérgio                              |                                             | Rede Globo        |
| 1980    | As Três Marias         | Davi                                |                                             | Rede Globo        |
| 1981    | Terras do Sem-Fim      | Silveirinha                         |                                             | Rede Globo        |
| 1982    | Sétimo Sentido         | Rubens                              |                                             | Rede Globo        |
| 1983    | Pão Pão, Beijo Beijo   | Júlio Camargo                       |                                             | Rede Globo        |
| 1984    | Marquesa de Santos     | Francisco Gomes da Silva (Chalaça)  |                                             | Rede Manchete     |
| 1985    | Tudo em Cima           | Chico                               |                                             | Rede Manchete     |
| 1986    | Tudo ou Nada           | César Augusto                       |                                             | Rede Manchete     |
| 1986    | Dona Beija             | Padre Melo Franco                   |                                             | Rede Manchete     |
| 1988    | Abolição               | Angelo Agostini                     |                                             | Rede Globo        |
| 1989    | Pacto de Sangue        | Demétrio Lovato                     |                                             | Rede Globo        |
| 1989    | O Cometa               | Augusto Carneiro Duarte             |                                             | Rede Bandeirantes |
| 1990    | Araponga               | Caio Alves Nogueira                 |                                             | Rede Globo        |
| 1991    | O Portador             | Aurélio Guimarães Junqueira         |                                             | Rede Globo        |
| 1991    | Salomé                 | Rosendo Pacheco                     |                                             | Rede Globo        |
| 1991    | O Fantasma da Ópera    | Maestro Mário Barreti               |                                             | Rede Manchete     |
| 1993    | Mulheres de Areia      | Dr. Afrânio Munhoz (Munhoz)         |                                             | Rede Globo        |
| 1995    | Tocaia Grande          | Enoch Morgado                       |                                             | Rede Manchete     |
| 1996    | Colégio Brasil         | Professor Edmo                      |                                             | SBT               |
| 1997    | Direito de Vencer      | Carlo Lucilli                       |                                             | RecordTV          |
| 1997    | Por Amor               | Alceu                               |                                             | Rede Globo        |
| 1998    | Do Fundo do Coração    | Guilherme                           |                                             | RecordTV          |
| 1999    | Suave Veneno           | "O Desconhecido"                    |                                             | Rede Globo        |
| 2000    | Uga Uga                | Francis                             |                                             | Rede Globo        |
| 2000    | A Muralha              | Dom Gonçalo                         |                                             | Rede Globo        |
| 2002    | O Quinto dos Infernos  | Gumercindo Saucer (Saucer)          |                                             | Rede Globo        |
| 2002    | A Grande Família       | Olívia                              | Episódio: "É Assim se Lhe Parece"           | Rede Globo        |
| 2005    | Mad Maria              | Alexander Mackenzie                 |                                             | Rede Globo        |
| 2006    | Sinhá Moça             | Antônio Pereira Martinho (Martinho) |                                             | Rede Globo        |
| 2007    | Paraíso Tropical       | Lutero Sampaio                      |                                             | Rede Globo        |
| 2008    | Casos e Acasos         | Dr. Aristides Alencar               | Episódio: "O Flagra, a Demissão e a Adoção" | Rede Globo        |
| 2009    | Minha Terra, Minha Mãe | Dagoberto Leal                      |                                             | TPA               |
| 2009    | Chicos e Amigos        | Alberto Roberto Jr.                 | Especial de fim de ano                      | Rede Globo        |
| 2011    | Rebelde                | Genaro Zanetti                      |                                             | RecordTV          |
| 2011    | Rebelde                | Osvaldo Zanetti                     |                                             | RecordTV          |
| 2013    | Sangue Bom             | Ulysses Lago (Tio Lilli)            |                                             | Rede Globo        |
| 2016    | A Lei do Amor          | Marco Guerra                        |                                             | Rede Globo        |
| 2017    | TOC's de Dalila        | Dr. Belo                            | Episódio: "Amigas do Peito"                 | Multishow         |
| 2019-20 | Na Corda Bamba         | Gilberto Montenegro                 |                                             | TVI               |
| 2024    | Família É Tudo         | Edgar                               | Episódios: "30 de agosto–27 de setembro"    | Rede Globo        |

### Cinema
| Ano  | Título                                  | Personagem              |
| ---- | --------------------------------------- | ----------------------- |
| 2021 | Quase Alguém                            |                         |
| 2017 | Ódio                                    | Mário                   |
| 2003 | Aleijadinho - Paixão, Glória e Suplício | Manoel Francisco Lisboa |
| 2003 | As Alegres Comadres                     | Sr. Lima                |
| 1999 | Mauá - O Imperador e o Rei              | Aurélio                 |
| 1996 | Adágio ao Sol                           |                         |
| 1996 | O Judeu                                 | Alexandre de Gusmão     |
| 1987 | Sonhos de Menina Moça                   | Fábio                   |
| 1976 | O Mulherengo                            | Alípio                  |

## Prêmios
- Melhor Ator: Governo do Estado do Rio de Janeiro, Shell, Quality Brasil, APCA e Mambembe